# Рубенс, Альма
А́льма Женевье́ва Ру́бенс (англ. Alma Genevieve Rubens; 19 февраля 1897 — 22 января 1931) — американская актриса немого кино.

## Биография

### Ранние годы
Альма Рубенс родилась 19 февраля 1897 года в Сан-Франциско (штат Калифорния, США) в семье ирландки Терезы Рубенс (девичья фамилия Хайес) (1871—?) и Джона Рубенса (1857—?) — еврея, иммигрировавшего из Германии в США в 1890 году. У Альмы была старшая сестра Хэйзел (1893—?). В некоторых источниках её имя при рождении ошибочно указывается, как Женевьев Дрисколл, на самом же деле Дрисколл — девичья фамилия бабушки актрисы по материнской линии. Альма получила образование в одном из монастырей в Сан-Франциско.

### Карьера
Альма Рубенс снималась в немом кино в 1913—1929 годы, с недолгим перерывом в 1926 году. Её прорывом в кино стала роль Лемоны в фильме «Reggie Mixes In» (1916). Карьера актрисы начала рушиться в 1920-х годах из-за пристрастия к кокаину. Всего сыграла около 60 ролей.
За свой вклад в киноиндустрию была удостоена звезды Голливудской «Аллеи славы».

### Личная жизнь
В июне-июле 1918 года Альма Рубенс была замужем за актёром Франклином Фарнумом (1878—1961).
В 1923—1925 гг. — за сценаристом Дэниелом Гудмэном (1881—1957).
В январе 1926 года вышла замуж в третий раз за актёра Рикардо Кортеса (1900—1977) и была за ним замужем до своей смерти в январе 1931 года; до 5-летнего юбилея со дня свадьбы актриса не дожила всего 8 дней.

### Смерть
Актрисы не стало 22 января 1931 года в Лос-Анджелесе (штат Калифорния, США). Причина смерти — пневмония, она скончалась, не приходя в себя, проведя 3 дня в бессознательном состоянии. Ей было 33 года. Похоронена на кладбище Маунтин-Вью во Фресно.